# Rhynchium rufiventre
Rhynchium rufiventre är en stekelart som beskrevs av Rad. 1881. Rhynchium rufiventre ingår i släktet Rhynchium och familjen Eumenidae. Inga underarter finns listade i Catalogue of Life.